# Ergotisme
 Mise en garde médicale
L’ergotisme est une maladie affectant l'humain ou les animaux herbivores qui résulte d'une intoxication par ingestion d’alcaloïdes produits par l'ergot du seigle (Claviceps purpurea) ou d'autres espèces du genre Claviceps. Ces champignons parasitent notamment le seigle, mais aussi d’autres céréales, ainsi que des graminées fourragères.
L'ergotisme peut aussi être provoqué par un mauvais usage de certains médicaments (surdosage) dérivés de l’ergoline.
Au Moyen Âge, l'ergotisme est connu sous les noms de « feu de saint Antoine », « feu de saint Martial », « mal des ardents », « peste de feu », « feu sacré » ou encore « feu d'enfer », le malade ayant l'impression d'être dévoré de l'intérieur par d'intenses sensations de brûlures. Un tel malade, que la gangrène des extrémités tuait ou transformait en démembré, était spécialement pris en charge par l'ordre des Antonins.
L’intoxication par l’ergot est l'une des explications médicales de certains cas de sorcellerie ou de possession démoniaque.
De nos jours, l'ergotisme humain a disparu grâce aux techniques modernes de nettoyage des grains, mais reste une maladie dévastatrice dans le domaine vétérinaire.

## Étymologie
L'origine du mot ergot est obscure. En ancien français, il est attesté au XIIe siècle sous la forme argoz pour désigner l'ergot du coq et sous la forme hérigote qui  désigne aussi un éperon. Il serait issu d'une racine préromane arg- désignant les choses pointues et du latin argutus « pointu ».
Le terme ergot s'emploie en arboriculture et en agriculture à partir du XVIIe siècle, en 1676 pour désigner, par analogie de forme, une excroissance parasitaire de céréale. L'ergot de seigle est reconnu comme source d'intoxication au XVIIIe siècle, et le terme ergotisme apparait comme terme médical français en 1818 pour désigner cette intoxication.
Ergot et ergotisme n'ont pas de rapport avec le terme ergoter qui vient du latin ergo « donc, en conséquence », utilisé pour « discutailler, pinailler » (pinailleur, ergoteur).
L'expression latine ignis sacer et ses équivalents « feu de saint Antoine », « mal des ardents » etc… ont été interprétées au XIXe siècle comme des manifestations d'ergotisme dont la nature n'était pas comprise avant le XVIIIe siècle.
En ancien français, le terme egroter signifiait être ou tomber malade, du latin aegrotare. Le mot « egrotans » (avant 1300) ou « égrotant » designait le malade, l'infirme , etc. Le terme égrotant(e) disparaît du français classique, il est repris dans la langue littéraire du XIXe siècle pour désigner une personne en état maladif permanent. Il est de nouveau très rare en français contemporain.

## Causes

### Alimentaires

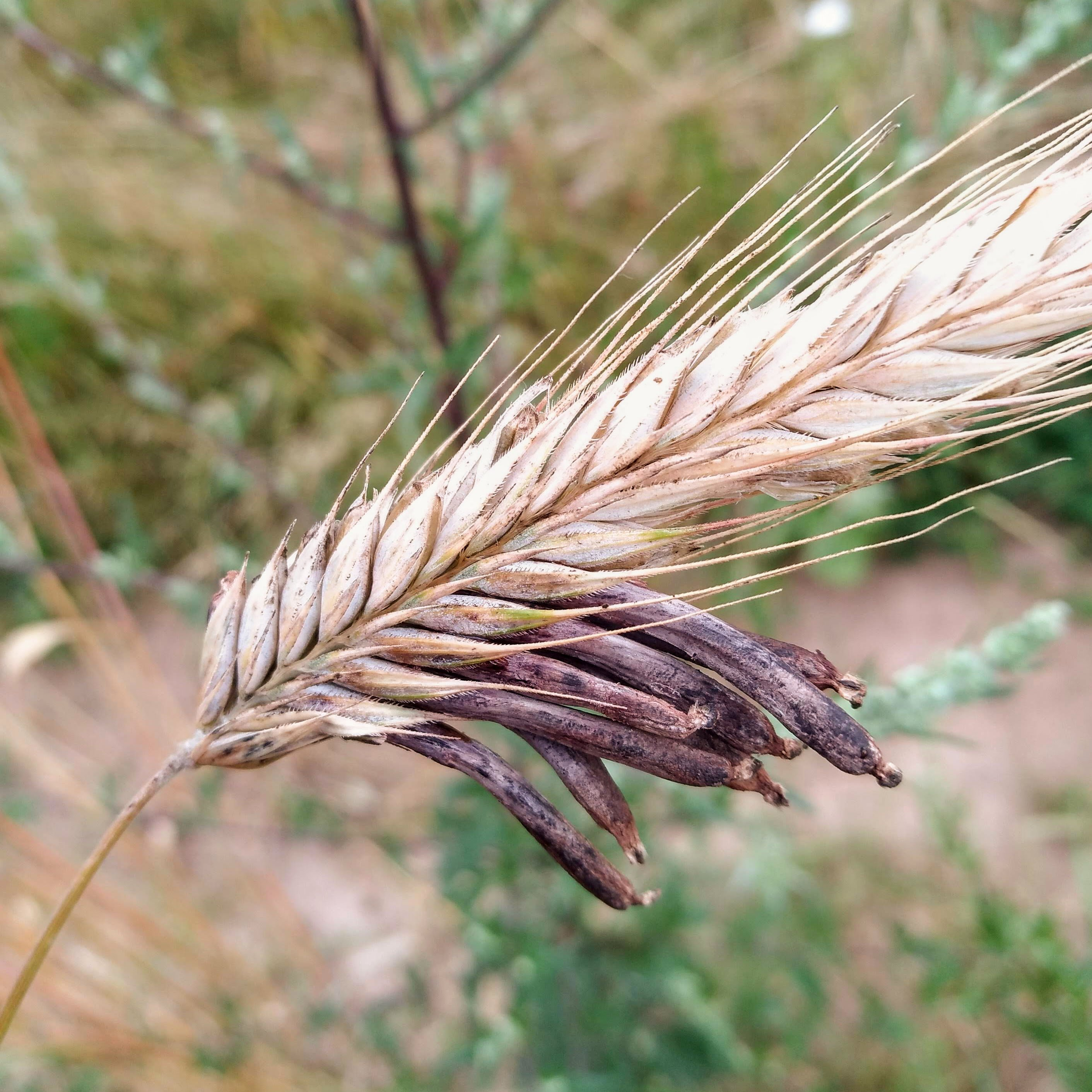
Ergot du seigle sur un épi de seigle.

Traditionnellement, l’absorption alimentaire de produits céréaliers contaminés par le champignon Claviceps purpurea, ou ergot du seigle, pouvait provoquer l’ergotisme. Lorsqu’il est écrasé par les meules, l'ergot, pourtant bien visible sur la plante en herbe, se transforme en poudre rouge, qui passe facilement inaperçue dans la farine de seigle de teinte foncée.
Dans les pays peu développés, l’ergotisme survient encore ; une épidémie a été rapportée en Éthiopie en 2001 à la suite de l'ingestion d’orge contaminée. Chaque fois qu'on trouve la combinaison d’un temps humide, de températures fraîches, d’un retard dans les moissons des cultures de plaine et une consommation de seigle, la survenue d'un foyer est possible. Durant le XXe siècle, la Russie a été particulièrement touchée en 1926 et 1944.
L'ergotisme alimentaire par céréale contaminée est devenu très rare dans les pays développés, où l'on trouve plus communément un ergotisme médicamenteux.

### Médicamenteuses
Des alcaloïdes de l'ergot du seigle sont utilisés en thérapeutique (vasoconstricteurs), par exemple contre la migraine ou les hémorragies de la délivrance. Ces produits sont ou étaient la méthylergométrine, l’ergotamine ou, auparavant, l’ergoline. Les alcaloïdes peuvent aussi passer de la mère à l'enfant par la lactation et provoquer l’ergotisme chez les nourrissons.
Les effets indésirables se produisent soit à haute dose, soit à dose moyenne avec une potentialisation par d’autres produits comme l’azithromycine. À l'inverse, les effets de l'ergotisme, notamment dans sa forme convulsive, peuvent être inhibés par la vitamine A.

## Domaine vétérinaire
L'ergotisme affecte principalement les bovins (vaches, taureaux), les ovins (moutons), les porcins (porcs) et les poulets, qui peuvent absorber des alcaloïdes toxiques soit en broutant des épis infectés au pâturage, soit en consommant des rations concentrées incluant des grains infectés. Les signes cliniques de l'ergotisme chez les animaux sont notamment la gangrène des extrémités, l'avortement, les convulsions, l'agalactie et l'ataxie.

## Domaine médical

Spasmes convulsifs par ergotisme, d'après un ouvrage allemand de 1856.

L'ergotisme peut se présenter sous deux formes : une forme aigüe et convulsive, impliquant le système nerveux central, correspondant à une intoxication forte, et une forme plus lente évoluant vers la gangrène, touchant les tissus cutanés, correspondant à une intoxication plus faible mais prolongée.

### Forme convulsive
Les symptômes convulsifs comprennent des crises de convulsions et des spasmes douloureux, des diarrhées, des maux de tête, des nausées et des vomissements. Habituellement, les effets gastro-intestinaux précèdent les effets nerveux. Les symptômes convulsifs sont causés par des alcaloïdes comme l’ergoline.
En plus des convulsions, il peut exister des hallucinations ressemblant à celles déclenchées par le LSD (diéthylamide de l'acide lysergique, dont l’ergotamine, l’alcaloïde de l'ergot, est un précurseur immédiat avec lequel il partage certaines similitudes structurelles), et des troubles psychiatriques comme la manie ou la psychose.
Cette forme convulsive était la plus fréquente en Europe et en Amérique du Nord, de la fin du XVIe siècle au XIXe siècle.

### Forme gangréneuse

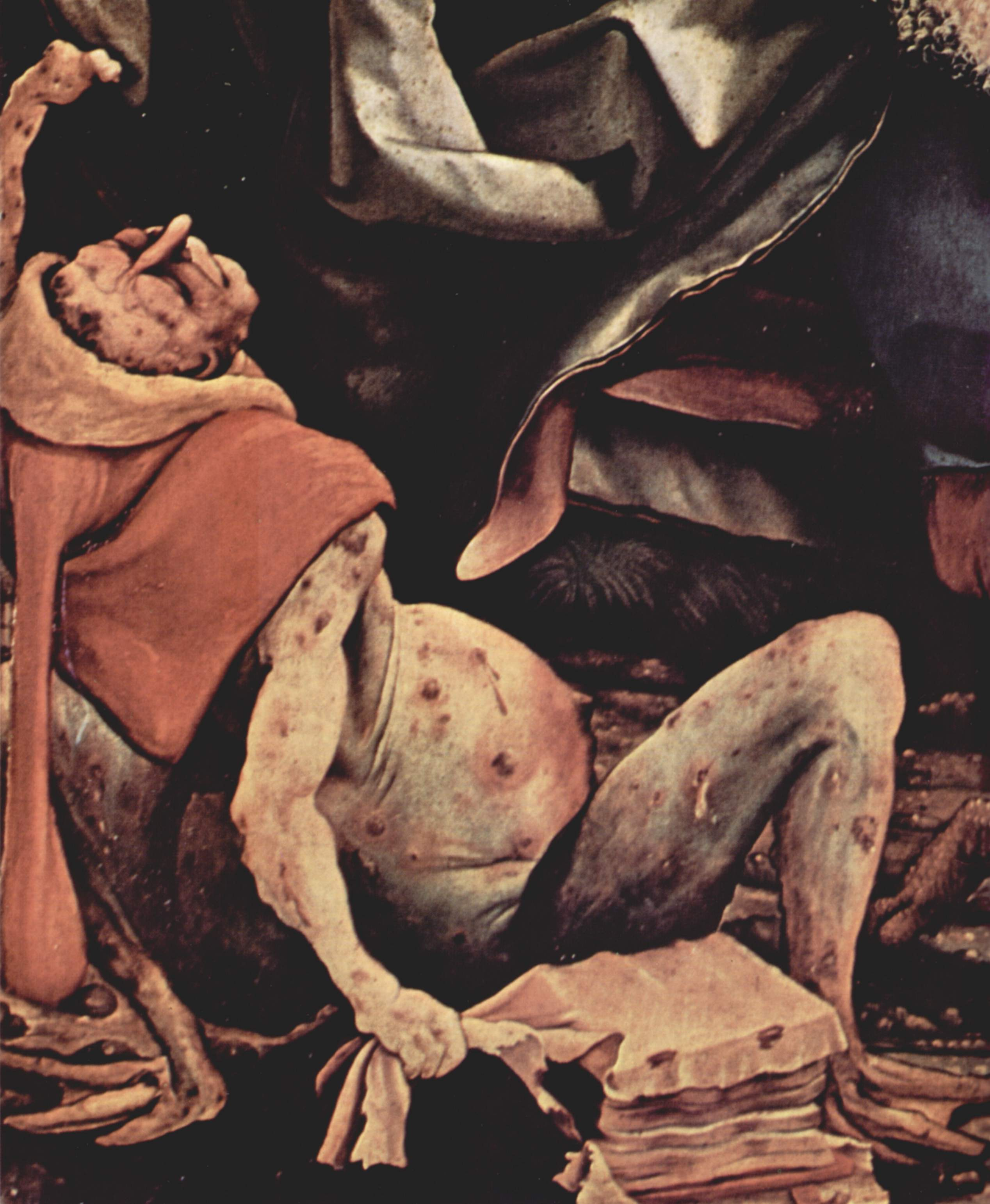
Détail du Retable d'Issenheim par Grünewald vers 1514 : homme atteint du mal des ardents, au ventre gonflé et couvert d'ulcères.

Cette forme débute par des démangeaisons et des fourmillements (paresthésies) au niveau des pieds, puis des sensations de chaleur brûlante alternant avec des sensations de froid intense. Puis surviennent une perte de sensibilité, un affaiblissement des pouls périphériques, une desquamation. D'énormes vésicules remplies de sérosité se forment sous la peau, pour se rompre et former des ulcères. Les membres très douloureux se nécrosent avec gangrène sèche, le plus souvent, aboutissant à des mutilations.
Cette gangrène sèche est le résultat d'une vasoconstriction induite par des alcaloïdes comme l’ergotamine et l’ergocristine du champignon. Elle affecte les structures distales les plus mal vascularisées, telles que les doigts et les orteils. Elle entraîne un noircissement qui a fait supposer, dans le haut Moyen Âge, qu'un feu mystérieux carbonisait les membres de l'intérieur, d'où le nom de feu sacré.
Cette forme gangréneuse était la plus fréquente en Europe occidentale et centrale, du IXe au XIVe siècle.

## Règlementations
Dans l'Union européenne, il existe une seule réglementation limitant à 1000 mg par kg (1 ‰ en masse) la présence de sclérotes de l'ergot du seigle dans les aliments pour animaux contenant des céréales non moulues (Directive 2002/32/CE du Parlement européen et du Conseil sur les substances indésirables dans les aliments pour animaux - annexe I).
En alimentation humaine, le règlement européen 824/2000 du 19 avril 2000, fixant les procédures de prise en charge des céréales par les organismes d'intervention, limite à 500 mg par kg (0,05 %) la teneur de sclérotes dans le blé tendre et le blé dur, uniquement pour les lots destinés à l’exportation.

## Histoire
Pour un article plus général, voir Seigle#Histoire.
Le seigle, principal vecteur de l’ergotisme, ne s’est pas beaucoup diffusé autour de la Méditerranée. Il s'agit d'une plante de climat continental, de type sec et froid, poussant en hiver et au printemps. Elle reste très secondaire dans l'Antiquité. Sa culture prend de l'importance vers le Haut Moyen Âge, avec de nouvelles techniques de récolte et l'extension des terres cultivées vers les zones montagneuses. Le seigle est plus facile à stocker que le blé, et plus simple à préparer que l'épeautre.

### Origines
Des recherches archéologiques ont permis de retrouver une tablette assyrienne d'environ 600 av. J.-C. faisant allusion à « une pustule nuisible dans des épis de céréales ».
Il existerait des preuves selon lesquelles l’intoxication par l'ergot a eu une utilisation rituelle au cours de sacrifices humains pratiqués sur certains hommes des tourbières. L’homme de Grauballe et l’homme de Tollund (les deux datés de l'époque romaine), retrouvés dans des marais de tourbe, ont été si bien préservés que de grandes quantités de céréales et herbes putréfiées ont été extraites de leur estomac, indiquant clairement une ingestion forcée utilisée pour une forme primitive de sédation.
D'autres auteurs sont plus prudents, et se limitent à conclure que, sacrifié ou exécuté, l'homme a peu mâché au cours de son dernier repas, et qu'il a ingéré un bouillon de céréales et de plantes diverses (type gruau ou porridge), où l'on trouve en petite quantité de l'amidonnier sauvage (Triticum dicoccum), proche du seigle sauvage, sans en déduire un ergotisme ou une sédation.

### Période médiévale
Les premières manifestations d'ergotisme sont signalées dans les textes à partir du vie siècle avec Grégoire de Tours. Cependant, c'est à compter du IXe siècle et Xe siècle, avec l'extension de la culture du seigle en Europe centrale et du nord que les manifestations d'ergotisme sont beaucoup plus mentionnées dans les manuscrits médiévaux.
Durant la période médiévale, on voit la « persécution ignée » (ignis sacer, ignis gehennae) réapparaître à chaque période de famine. Il s'agit d'ergotisme gangréneux, qui fera le maximum de ravages au XIe siècle et XIIe siècle, pour reculer ensuite. Par exemple : en Champagne, en 1039, dans le Limousin, en 1070, en Lorraine, en 1089, dans la région de Cambrai en 1129 où 12 000 personnes moururent. En France, la maladie sévit particulièrement dans le nord, laissant derrière elle, outre les morts, des dizaines de milliers d'estropiés. L'Espagne, l'Allemagne, l'Angleterre sont aussi touchées.
Si l'ergotisme gangréneux décline à partir du XIIe siècle, des épidémies notables sont signalées au XIIIe siècle au Danemark, et au XIVe siècle en Saxe et au Portugal. Il perdure, à très petite échelle, dans plusieurs régions jusqu'au XVe siècle, comme dans le Bourbonnais.

#### Chroniqueurs

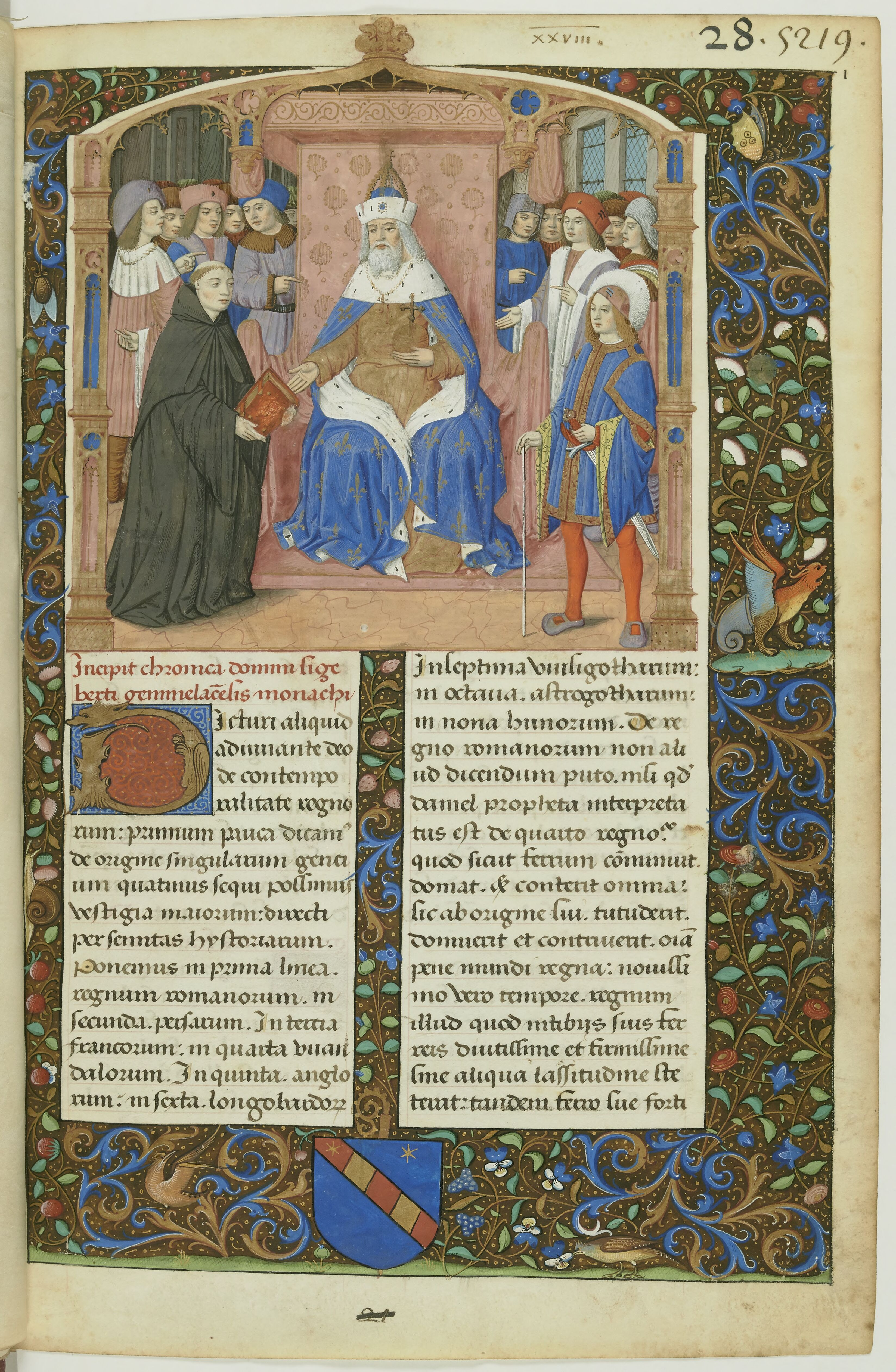
Sigebert de Gembloux remettant sa Chronique universelle au souverain du Saint Empire.

Des chroniqueurs médiévaux enregistrent les retours épidémiques successifs. Les plus notables sont Flodoard de Reims, Adémar de Chabannes, Geoffroy du Breuil de Vigeois, Sigebert de Gembloux, Raoul Glaber. Toutes les descriptions concordent sur le feu interne douloureux qui consume le corps et en détache les parties gangrénées.
Grégoire de Tours, au VIe siècle développe cette maladie dans son Histoire des Francs de la manière suivante :
« Pendant que les rois étaient divisés, et qu'ils se préparaient de nouveau à la guerre civile, une espèce de dysenterie se répandit dans presque toute la Gaule. Ceux qui en étaient attaqués étaient tourmentés d'une fièvre violente, accompagnée de vomissements ; ils éprouvaient une grande douleur de reins, et une pesanteur de tête accablante. Ce qu'on rendait par la bouche était jaune ou verdâtre ; bien des personnes pensaient que c'était un poison secret, et le vulgaire l'appelait le feu de saint Antoine. Ce qu'il y a certain, c'est que quand on appliquait des ventouses aux épaules et aux jambes, les ampoules qui en provenaient rendaient une matière purulente ».

Par exemple, Flodoard pour l'année 945, décrit dans ses Annales la « peste de feu » (ignis plaga) qui sévit à Paris,, : les malheureux avaient l'impression que leurs membres brûlaient, leurs chairs tombaient en lambeaux et leurs os cassaient ; Raoul Glaber, pour l'année 993 dans le Limousin : « C'était une sorte de feu caché (ignis occultus) qui attaquait les membres et les détachait du tronc après les avoir consumés » ; et Sigebert, dans sa Chronique universelle, pour la Basse-Lorraine en 1089 :
« Les membres, noirs comme du charbon, se détachaient du corps, les sujets mouraient misérablement, ou ils traînaient une vie plus malheureuse encore, privés de pieds et de mains. Beaucoup étaient tourmentés de contractions et de distorsions des nerfs ».
Selon le chroniqueur islandais Snorri Sturluson, dans son Heimskringla, le roi Magnus, fils du roi Harald Sigurtharson, qui était le demi-frère du saint roi Olaf II de Norvège, est décédé des suites de l’ergotisme peu après la bataille d'Hastings.

#### Premiers historiens
François Eudes de Mézeray, dans son Histoire de France, parue en 1685, décrit la grande épidémie de « feu ardent » de 1090.
Michel Félibien, dans son Histoire de la ville de Paris (1725, publiée après sa mort), décrit celle de 1029.
En 1834, l'historien Fuchs différencie les références à l’ergotisme de celles concernant l’érysipèle et d'autres affections, en retrouvant la toute première mention d'ergotisme dans les Annales Xantenses de l'année 857 : « une grande peste de pustules œdèmatiées a consumé la population atteinte d’une pourriture répugnante, de sorte que leurs membres ont été gangrénés et sont tombés avant qu’ils meurent ».
Dans les années 1880, le médecin-historien August Hirsch (1817-1894) recense 132 épidémies d'ergotisme en Europe de 591 à 1789, dans son Handbook of Geographical and Historical Pathology (1883-1886).

#### Saints intercesseurs
Les foules de miséreux se précipitent vers les tombeaux des saints, notamment à Limoges, vers le tombeau de saint Martial, dont les reliques sont exposées sur le mont Jovis. Pour avoir sauvé la ville de cette maladie, le saint fait, aujourd'hui encore, l'objet d'ostensions qui ont lieu tous les sept ans.

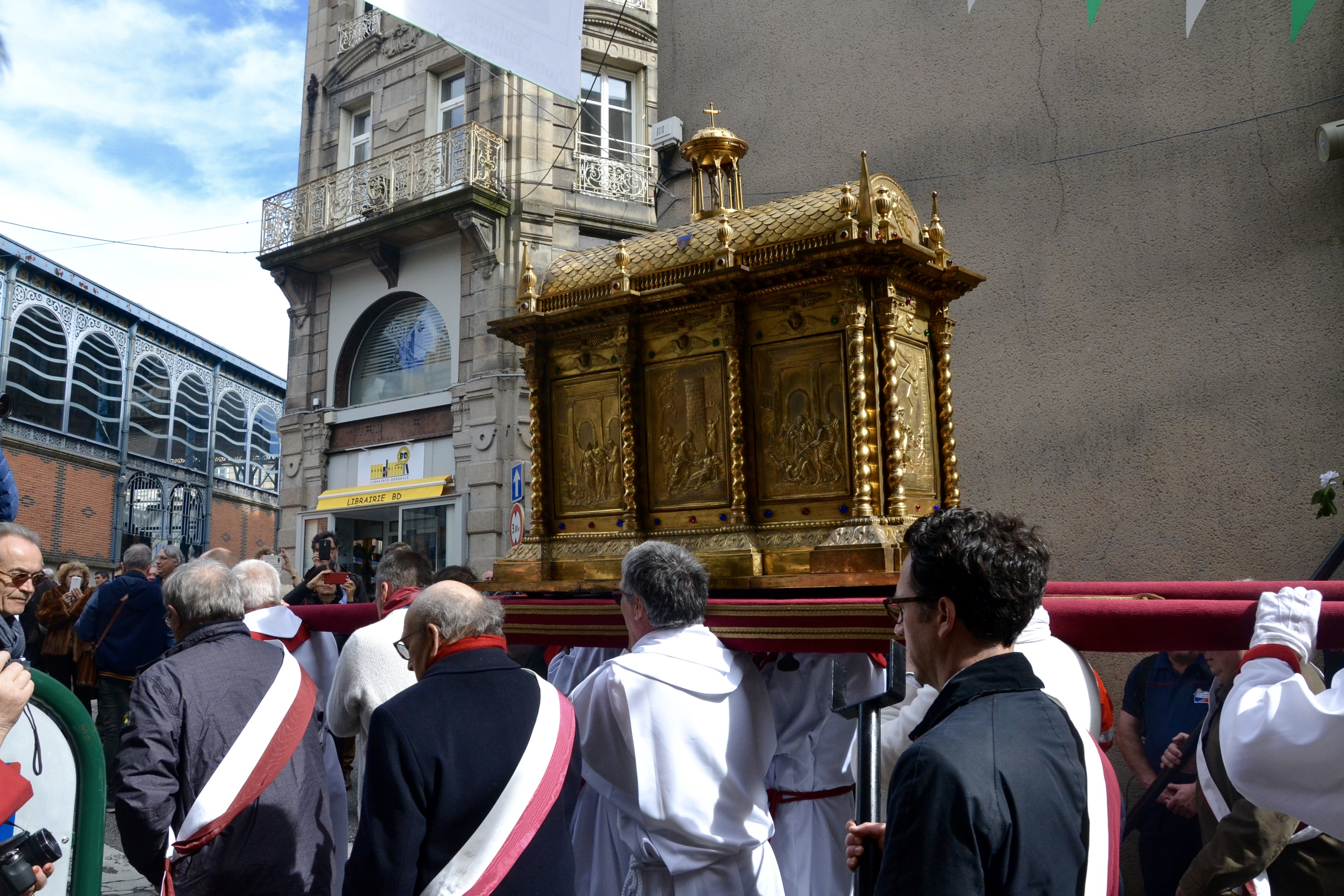
Ostension de la châsse de saint Martial, à Limoges, en 2016.

Quand le mal revient en Limousin, la foule va à Arnac-Pompadour et transfère les reliques de saint Pardoux à Limoges. Le mal réapparaît en Limousin en 1092-1094, le clergé décide alors de faire des processions dans les villages avec les reliques de saint Pardoux. La maladie s'arrête. Des villages se placent alors sous la protection du saint.
De même, selon les lieux, on invoque sainte Geneviève, saint Benoit, saint Martin, etc. À Arras, sur le site de l'ancienne cathédrale Notre-Dame-en-Cité, la maladie aurait été vaincue en 1105 grâce à un mélange d'eau et de gouttes de cire d'un cierge offert par la Vierge Marie. Une église Notre-Dame-des-Ardents est érigée dans la ville en 1876 pour abriter le saint Cierge, vénéré auparavant dans plusieurs chapelles successives. À Paris, en 1131, alors que des habitants souffraient du « mal des Ardents », le procession de la châsse de sainte Geneviève aurait mis fin à l'épidémie, conduisant ensuite de nombreux pèlerins se faire soigner à l'ouest de la ville, dans les eaux de source du mont Valérien (Nanterre et Suresnes) que la sainte aurait sanctifié des siècles plus tôt. Ce miracle attribué à l'intercession de Sainte Geneviève, est à l'origine de la date retenue par les gendarmes pour fêter leur sainte patronne, réunissant ainsi leur lien historique avec la ville de Paris, et leur mission de protection des populations. Enfin, une église Sainte-Geneviève-des-Ardents existait jusqu'au milieu du XVIIIe siècle sur l'actuel parvis de la cathédrale Notre-Dame de Paris.
De nos jours, dans la ville de Renaix, en Flandre belge, le Grand tour de saint Hermès, nommé aussi la procession du Fiertel, doit ses origines aux grandes épidémies d'ergotisme du XIe siècle.

#### L'œuvre des Antonins
Pour un article plus général, voir ordre hospitalier de Saint-Antoine.
L'action la plus importante se fait sous l'égide de saint Antoine. En 1070, les reliques de saint Antoine, amenées de Constantinople, sont déposées dans une chapelle à La Motte-aux-Bois, près de Vienne, qui prend le nom de Saint-Antoine-l'Abbaye. En 1089, un jeune noble, Guérin de Valloire, atteint par le feu sacré, fait vœu, en cas de guérison, de se consacrer aux malades. Il est sauvé et avec son père Gaston, ils fondent une communauté, qui va se faire connaître sous le nom de compagnie charitable des frères de l'aumône. Regroupée dans un hôpital dédié à saint Antoine, la communauté recueille et soigne les malades atteints du mal des ardents. L'ordre hospitalier de Saint-Antoine est ainsi fondé localement en 1095.

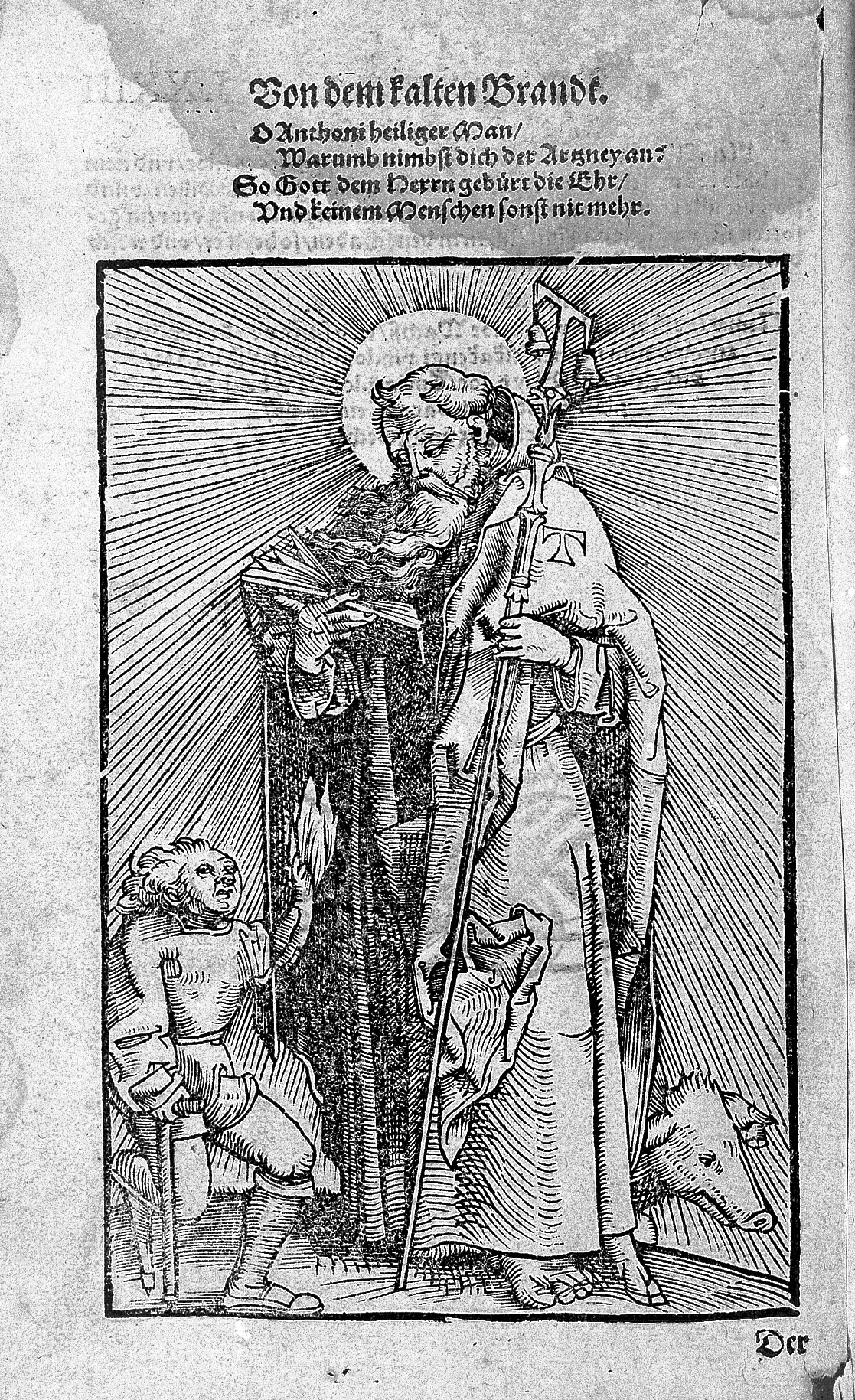
Victime d'ergotisme implorant saint Antoine, gravure germanique sur bois.

Le « feu sacré » (ignis sacer) ou « mal des ardents » est bientôt nommé « feu de saint Antoine », car nombre des victimes s'améliorent en se rendant en pèlerinage auprès des reliques de saint Antoine. La guérison est en effet favorisée par l'alimentation apportée par les hospitaliers aux malades : en particulier, le bon pain de froment(qui exclut l'ergot de seigle) et le cochon de saint Antoine (attribut du saint) pour sa viande et ses abats (apport de vitamine A), cochon dont la graisse sert d'excipient pour préparer le « baume de saint Antoine »,.
Pour lutter contre le « feu de glace » (correspondant à la perte de sensibilité), les Antonins utilisaient des herbes dites chaudes (ortie, moutarde) en frictions pour provoquer une vasodilatation. Contre le « feu ardent », ils utilisaient des herbes dites froides (rose, violette...). Ces plantes étaient utilisées en onguent, ou per os sous la forme d'un breuvage : le « saint vinage » fait d'un mélange de vin local, de décoctions de quatorze plantes et prétendant posséder de la poudre issue de reliques de saint Antoine. Ce remède administré aux malades le jour suivant leur entrée à l'hôpital avait une relative efficacité s'expliquant par cette macération de plantes aux effets anesthésiants et vasodilatateurs.
Les Antonins disposaient aussi de la thériaque, dont l'un des composants majeurs, l'opium, avait une vertu antalgique.
Les Antonins ouvrent ainsi un hôpital dans chaque endroit où le fléau est signalé, ou sur les chemins de pèlerinage. Les statuts des hôpitaux antonins ont été conservés : ils étaient exclusivement réservés au mal des ardents et à ses séquelles, les malades sont dits égrotants, et l'obligation était faite de démasquer toute supercherie.
La maladie recule vers la fin du XIIe siècle, malgré une remontée importante en Espagne au début du XIIIe siècle. Le recul de la maladie peut aussi s'expliquer en partie par l'habitude de ne plus semer du seigle seul, mais mélangé à du blé, et peut-être par des modifications climatiques moins favorables à l'ergot de seigle. D'autres évoquent aussi un meilleur drainage des sols.
Ce recul n'empêche pas les Antonins de pratiquer la chirurgie (amputation des membres secs) à partir du XVe siècle : avec une habileté développée par l'habitude, il tranchent les membres malades et les conservent exposés sur les murs de l'hospice auquel ils font ainsi une réclame d'un genre un peu particulier. Lorsque l'amputé meurt, les membres sont glissés dans son cercueil afin qu'il accède entier au paradis.

#### Significations de l'ignis sacer

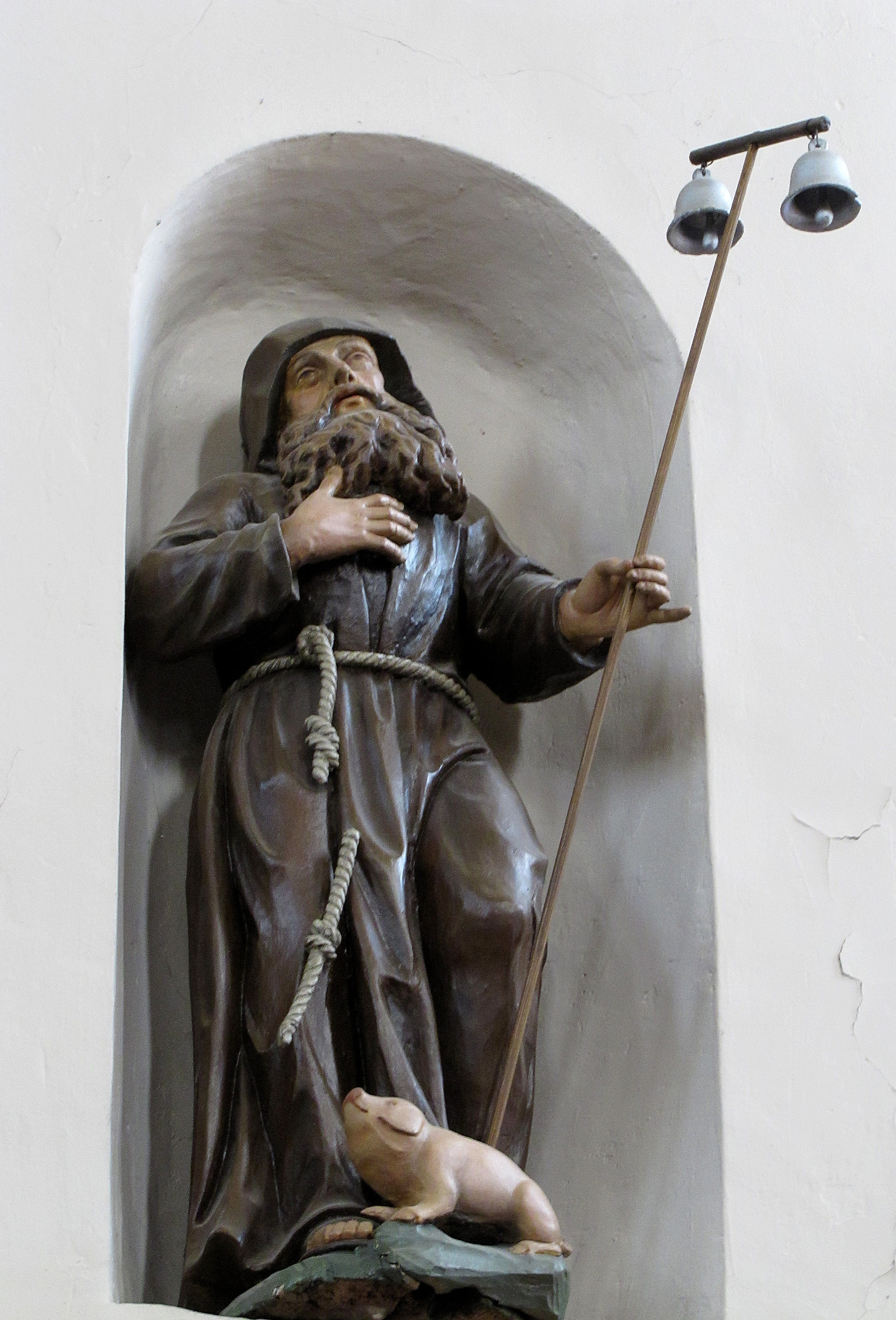
Saint Antoine ermite, église de la Sainte-Trinité de Lauterbourg (Alsace).

Dans les textes médiévaux, l'ignis sacer, feu sacré ou feu de saint Antoine, peut avoir plusieurs significations autres que l'ergotisme. L'expression ignis sacer apparait chez des auteurs latins de l'Antiquité (Lucrèce, Virgile, Celse…) pour désigner des maladies cutanées de gravité variable, avec douleurs à type de brûlures. Dans l'antiquité tardive, l'ignis sacer est rapproché du terme grec érysipèle.
À partir du haut Moyen Âge, l'ignis sacer, maladie ardente conduisant à une perte de chair noircie, est interprétée comme un avant-goût des peines de l'enfer, c'est un acte de punition divine, mais qui permet aussi l'expiation des péchés, donc le pardon et l'amour de Dieu. Les épidémies d'ignis sacer entrainent la création ou le développement de cultes de plusieurs saints en de nombreux sanctuaires.
À partir du XVIIIe siècle, après la découverte de l'ergotisme, les médecins et les historiens ont effectué un diagnostic rétrospectif d'ergotisme en l'assimilant à l'ignis sacer, ce qui est plausible mais pas exclusif. Les sources médiévales médicales montrent en effet que l'expression ignis sacer est aussi utilisée en dehors de tout contexte épidémique pour désigner tout état gangréneux d'un membre. Ce qui devrait conduire à une révision de l'histoire de l'ordre antonin, consacré aux amputés par gangrène en général, et pas seulement à l'ergotisme dont la nature distincte n'était pas reconnue.

### Période classique
Vers la fin du XVIe siècle, des épidémies d'ergotisme convulsif surviennent en Espagne et en Allemagne. Des foyers d'ergotisme gangréneux perdurent encore en France (en Sologne, Artois, Limousin...). En Amérique du nord, l'ergotisme a été suggéré comme explication possible de l'affaire des sorcières de Salem de 1692,,, ce qui reste très controversé,,. 
Durant la guerre d'Indépendance, l'ergotisme touche la région de New-York. En France, l'ergotisme aurait joué un rôle dans la Grande Peur de juillet-août 1789.

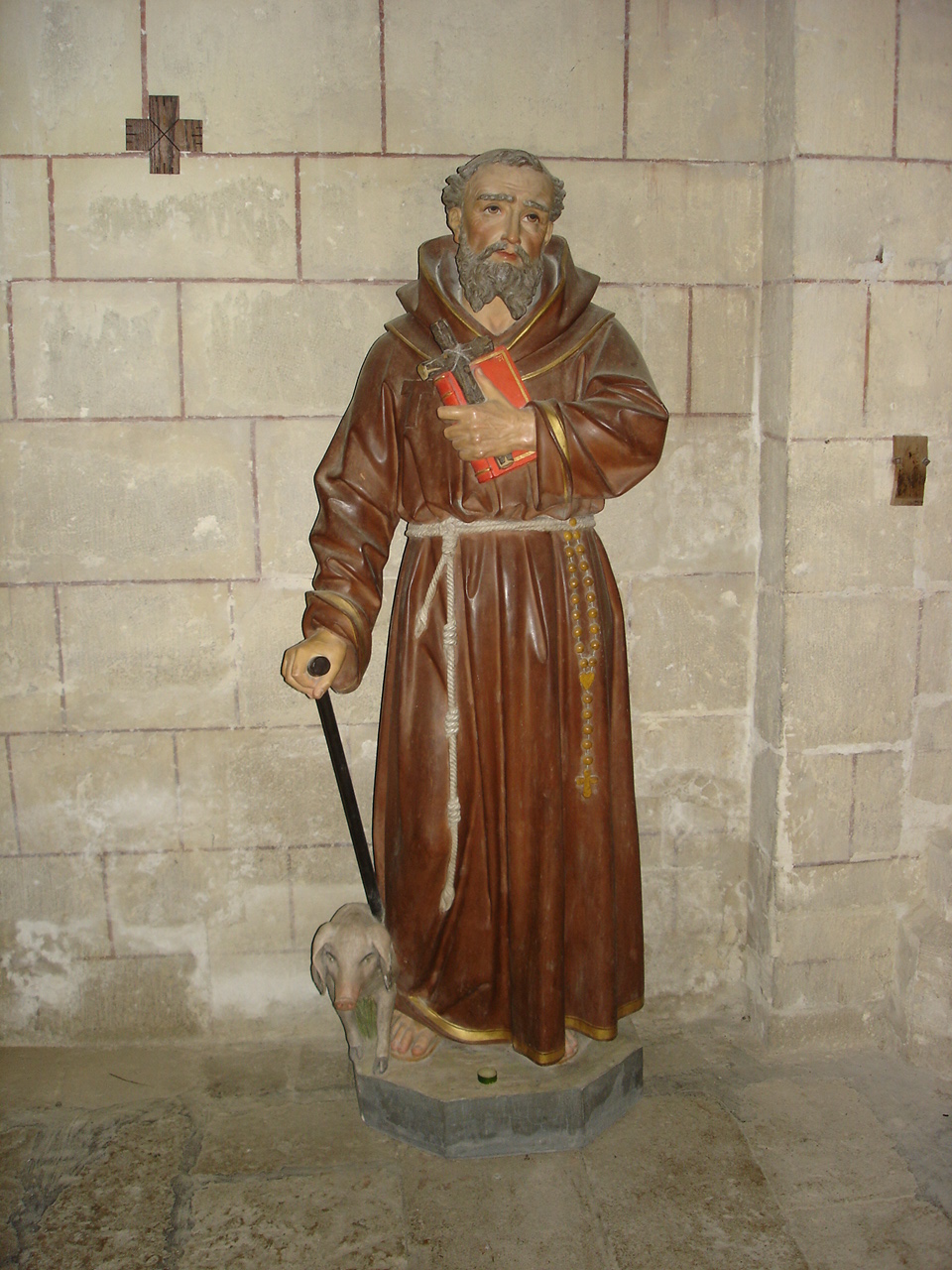
Statue de saint Antoine et son cochon, collégiale d'Uzeste en Gironde.

Une première mention de l'ergot a été faite par un médecin allemand, en 1582, Adam Lonitzer comme remède utilisé par les sages-femmes pour les accouchements.
À partir du XVIIe siècle, on comprend que le pain provoquant l'ergotisme contient de l'ergot. La vigilance augmente et les intoxications diminuent dans les pays développés en raison de la surveillance attentive dont le seigle a fait l’objet. On va cribler le seigle pour vérifier les récoltes.
L’ergot, nommé d’après l'éperon qu’il forme sur la plante, a été identifié et désigné ainsi par Denis Dodart, qui a signalé le rapport entre l’ergot de seigle et l'empoisonnement du pain dans une lettre adressée à l’Académie royale des sciences en 1676. John Ray a mentionné l’ergot pour la première fois en anglais l'année suivante.
François Quesnay, le médecin de madame de Pompadour, s'est intéressé à la « gangrène des Solognots » et a découvert que la maladie était due à la consommation d'un seigle avarié. Dans les périodes de famine, les paysans consommaient « des grains corrompus et réduits en forme d'ergot de chapon » pour composer leur pain ou leurs bouillies.
En 1777, l'abbé Teissier, médecin et agronome de Fécamp, reproduit la maladie en nourrissant porcs et canards avec de la poudre d'ergot.
En 1782, le médecin allemand Johann Daniel Taube publie un essai épidémiologique sur l'ergotisme, appelé acrodynie, qui sévit en Allemagne en 1770 et 1772 : « Geschichte der Kriebelkrankheit, besonders derjenigen, welche in den Jahren 1770 und 1771 in der Zellischen Gegend gewüthet hat » (Göttingen 1782),.

### Période moderne
Les plus grandes épidémies d'ergotisme sont survenues durant la période médiévale, mais des épidémies notables ont pu survenir durant le XIXe siècle (comme dans une prison de New-York en 1825), voire au XXe siècle (en Europe centrale et Russie en 1926).
L'ergot est encore signalé en 1808 par un médecin américain, Stearns, comme agent ocytocique dans Account of the Pulvis Parturiens. En 1824, Hosack a montré le danger de l'usage de l'ergot pour accélérer les accouchements. L'ergot est alors réservé au contrôle des hémorragies post-partum.

Biosynthèse de l'acide lysergique dans l'ergot de seigle.

Le cycle du champignon n'a été décrit qu'en 1853 par les frères Tulasne. En 1875, Charles Tanret, à Paris, isole le premier alcaloïde cristallisé, nommé « ergotinine », mais il se montra inactif dans les essais pharmacologiques.
Dès 1918, Arthur Stoll du laboratoire Sandoz, a commencé à identifier « l'ergotamine », le premier des douze alcaloïdes toxiques contenus dans le champignon, Claviceps purpurea, responsable de l'altération et qui se montra actif dans les essais pharmacologiques. Des chimistes américains, Dudley et Moir, vont, en 1935, découvrir la structure de l'ergot de seigle : l'acide lysergique. D'autres recherches sont faites à la même période sur la chimie des alcaloïdes (Jacobs, Craig, Smith, Timmis...) avec des essais cliniques de Rothlin et Cerletti en Suisse.
Ces recherches sont poursuivies par Albert Hofmann, chez Sandoz, qui synthétise en 1938, des dérivés de cet acide pour élaborer des médicaments régulant la pression sanguine. Cette recherche l'amène à découvrir accidentellement, en 1943, les propriétés hallucinogènes d'une de ces molécules, le LSD avec le professeur Ernst Rothlin.
Durant l'été 1951, une série d'intoxications alimentaires (« l'affaire du pain maudit »), frappe la France, dont la plus sérieuse à partir du 17 août à Pont-Saint-Esprit, où elle fait sept morts, 50 internés dans des hôpitaux psychiatriques et 250 personnes affligées de symptômes plus ou moins graves ou durables,,. Le corps médical pense alors que le « pain maudit » aurait pu contenir de l'ergot du seigle, mais sans en avoir la preuve.

## Représentations dans l'art
De Jérôme Bosch :

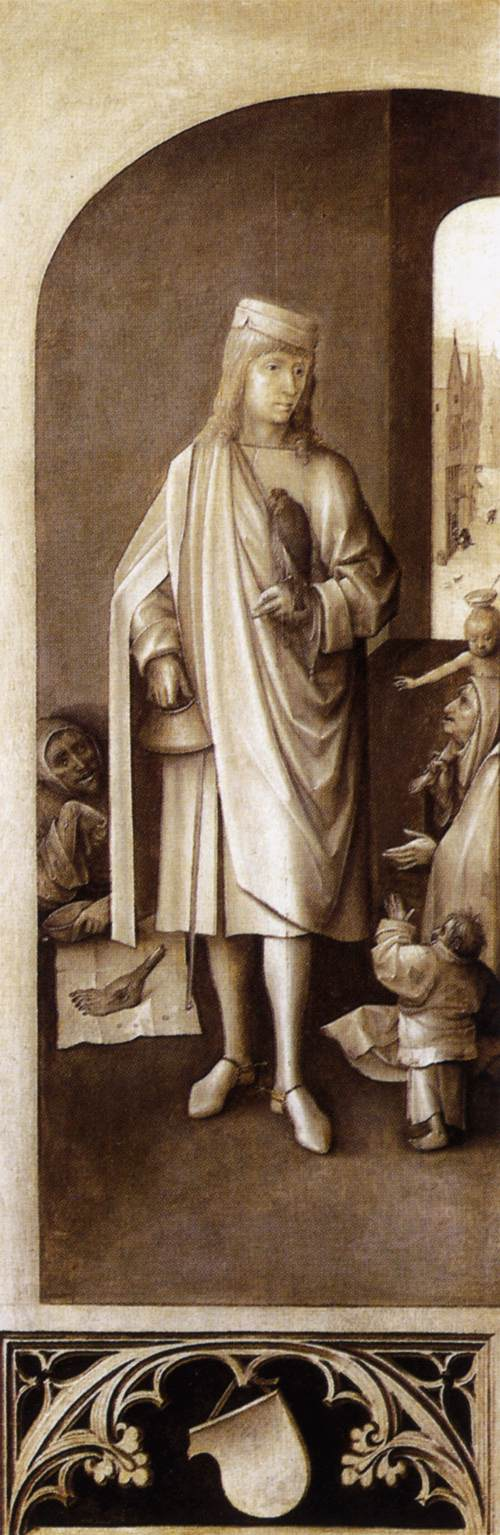
Le jugement dernier (Bosch, Vienne), volet fermé de droite.

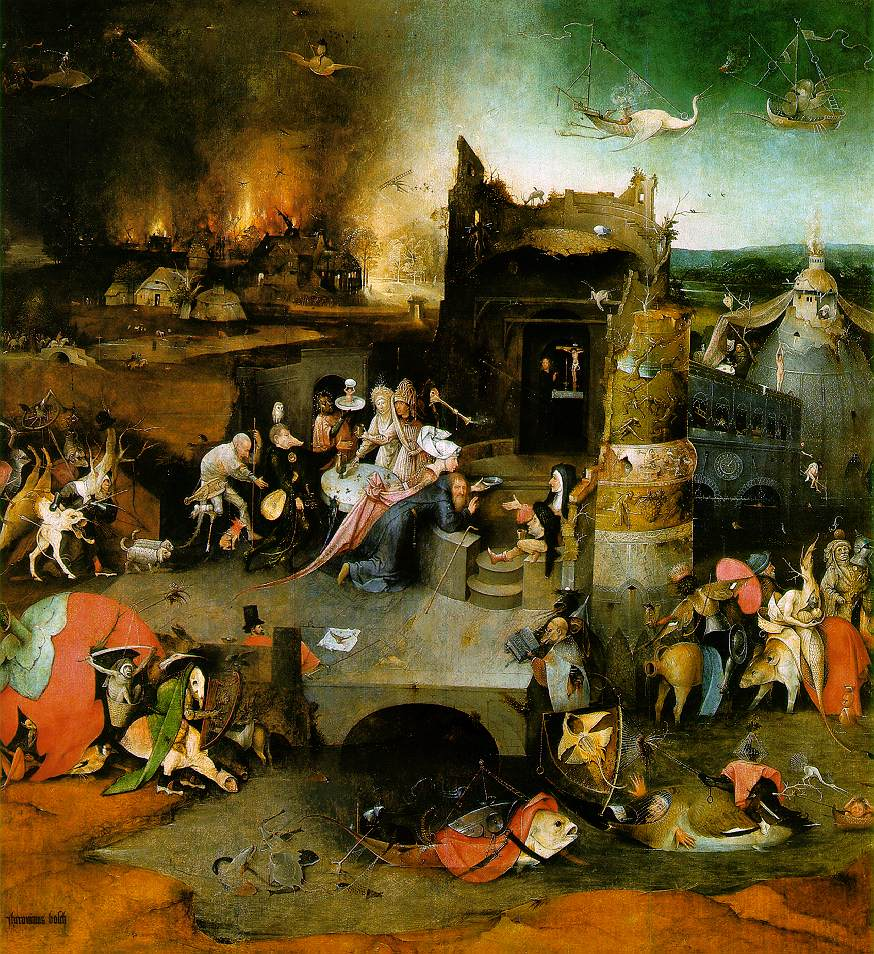
La Tentation de saint Antoine (Bosch, Lisbonne), panneau central.

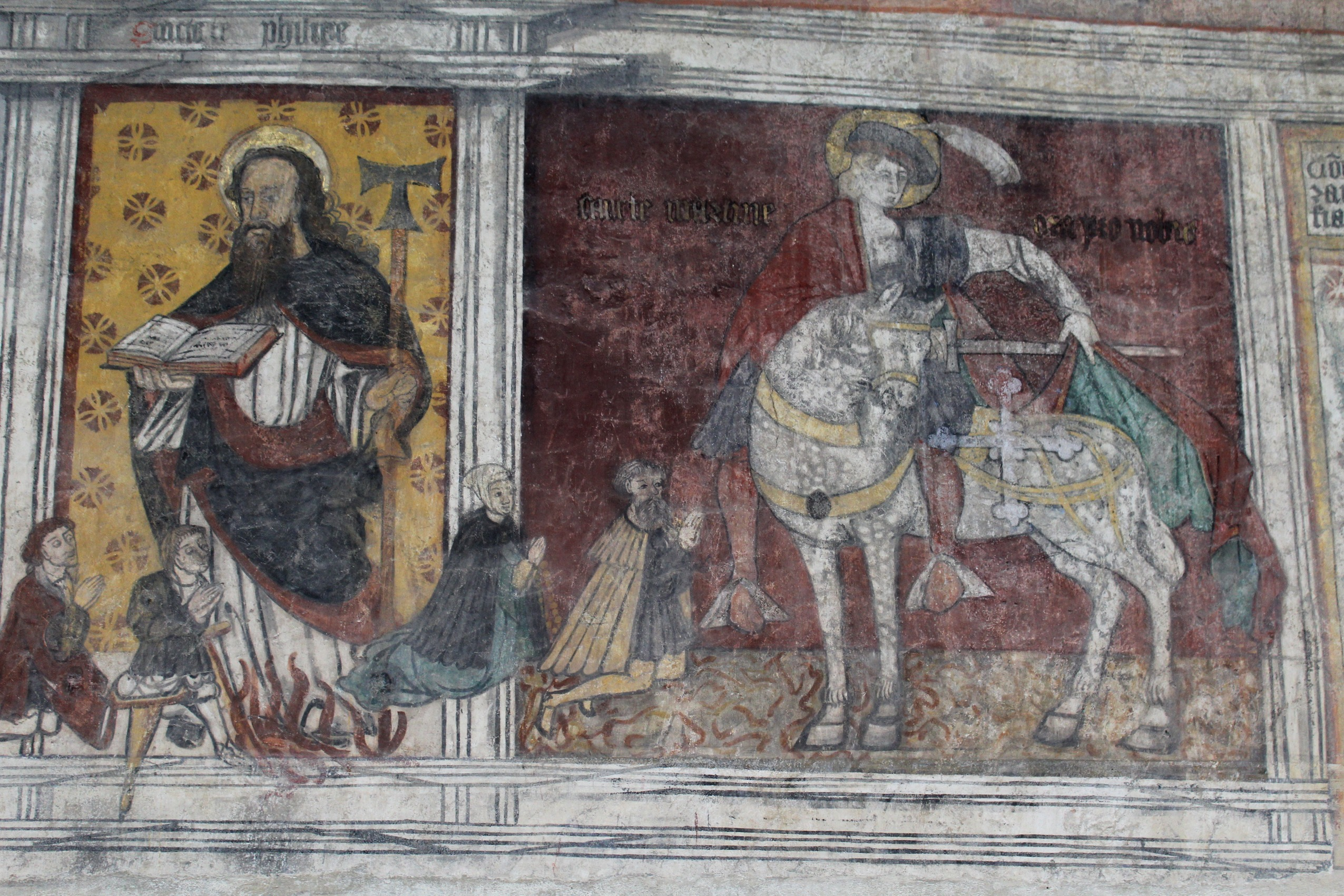
Fresque de Sillegny : à gauche, saint Antoine avec son Tau.

- le triptyque la Tentation de saint Antoine (Lisbonne) représente deux égrotants sur le panneau central : un mendiant aveugle, la vielle en bandoulière, qui exhibe sa jambe amputée sur un pilon pour éveiller la pitié ; un homme étendu, au chapeau haut-de-forme et à la cape rouge, regarde son pied détaché par la gangrène posé sur un linge[44],[45],[46].
- le triptyque le Jugement dernier (Vienne). Sur le volet fermé de droite, en arrière-plan, un sujet atteint d'ergotisme regarde son pied détaché posé sur un linge.

De Mathias Grunewald :
- le retable d'Issenheim (Colmar).

De Hans Hag (vers 1508) :
- le revers du retable de l'hôpital Saint-Ehrard d'Obernai[47].

Œuvres anonymes :
- nombreuses gravures germaniques sur bois du XVe siècle, représentant saint Antoine imploré par des malades atteints du mal des ardents.
- une des peintures murales de l'église Saint-Martin de Sillegny traite le même motif : saint Antoine avec son Tau, sur un feu ardent, imploré par deux malades, à côté de saint Martin à cheval partageant son manteau[19].